# Piuramyrpitta
Piuramyrpitta (Grallaricula peruviana) är en fågel i familjen myrpittor inom ordningen tättingar.

## Utbredning och systematik
Fågeln förekommer i Andernas östsluttning i sydöstra Ecuador och nordligaste Peru. Den behandlas som monotypisk, det vill säga att den inte delas in i några underarter.

## Status
IUCN kategoriserar arten som nära hotad.